# Curtovirus
Genre
Curtovirus est un genre de virus cosmopolite qui infecte les plantes (phytovirus). Ce genre est rattaché à la famille des Geminiviridae. Il comprend un nombre limité d'espèces officiellement décrites, dont le BCTV (Beet curly top virus), le virus de l'enroulement apical de la betterave, qui est l'espèce-type. Ces virus infectent une grande variété de plantes dicotylédones et sont responsables de dommages économiques importants chez plusieurs plantes très cultivées comme la betterave, la tomate, le melon, la pomme de terre, etc..
Ce sont des virus à ADN simple brin à polarité positive (ssDNA). Les virions, non enveloppés, sont constitués de deux capsides géminées à symétrie icosaédrique de 38 nm de long et 22 nm de diamètre. Le génome, monopartite, est constitué d'un segment d'ADN circulaire d'environ 3 kb.
Ces virus sont transmis par des insectes hémiptères (Cicadellidae et Membracidae) selon le mode persistant.

## Liste des espèces
Selon ICTV (1er février 2021) :
- Beet curly top virus ou Virus de l'enroulement apical de la betterave (BCTV) - espèce type
- Horseradish curly top virus
- Spinach severe curly top virus

## Référence biologique
- (en) ICTV : Curtovirus  (consulté le 1er février 2021)